# Библиография Герберта Уэллса

## Произведения
На протяжении творческой жизни Герберт Уэллс написал около 40 романов и несколько томов рассказов, более десятка полемических сочинений по философской проблематике и примерно столько же работ о перестройке общества, две всемирные истории, около 30 томов с политическими и социальными прогнозами, более 30 брошюр на темы о Фабианском обществе, вооружении, национализме, всеобщем мире и прочем, 3 книги для детей и автобиографию.
Произведения Уэллса переведены на арабский, белорусский, болгарский, венгерский, грузинский, китайский, корейский, монгольский, немецкий, польский, румынский, русский, сербскохорватский, словацкий, украинский, французский, чешский и японский языки.
Ниже приведён неполный список произведений.

### Научно-фантастические романы
- 1895 — Машина времени (англ. The Time Machine)
- 1895 — Чудесное посещение (англ. The Wonderful Visit)
- 1896 — Остров доктора Моро (англ. The Island of Dr. Moreau)
- 1897 — Человек-невидимка (англ. The Invisible Man)
- 1898 — Война миров (англ. The War of the Worlds) (влияние оказали работы Персиваля Лоуэлла)
- 1899 — Когда спящий проснётся (англ. When the Sleeper Wakes)
- 1901 — Первые люди на Луне (англ. The First Men in the Moon)
- 1902 — Морская дева[англ.] (англ. The Sea Lady)
- 1904 — Пища богов (англ. The Food of the Gods)
- 1905 — Империя муравьёв[англ.] (англ. Empire of the Ants) (рассказ)
- 1906 — В дни кометы (англ. In the Days of the Comet)
- 1908 — Война в воздухе (англ. The War in the Air)
- 1914 — Освобождённый мир (англ. The World Set Free)
- 1923 — Люди как боги (англ. Men like Gods)
- 1928 — Мистер Блетсуорси на острове Рэмполь (англ. Mr. Blettsworthy on Rampole Island)
- 1930 — Самовластие мистера Парэма
- 1933 — Облик грядущего[англ.] (англ. The Shape of Things to Come)
- 1937 — Рождённые звездой[англ.] (англ. Star begotten)

### Реалистические, бытовые романы
- 1896 — Колёса фортуны (англ. The Wheels of Chance)
- 1900 — Любовь и мистер Льюишем (англ. Love and Mr. Lewisham)
- 1902 — Прозрения (англ. Anticipations)
- 1905 — Киппс[англ.] (англ. Kipps)
- 1905 — Современная Утопия (англ. A Modern Utopia)
- 1909 — Анна-Вероника (англ. Ann Veronica)
- 1909 — Тоно-Бенге (англ. Tono-Bungay)
- 1910 — История господина Полли (англ. The History of Mr. Polly)
- 1911 — Новый Макиавелли (англ. The New Machiavelli)
- 1912 — Брак (англ. Marriage)
- 1913 — Страстная дружба (англ. The Passionate Friends)
- 1914 — Жена сэра Айзека Хармана[англ.] (англ. The wife of sir Isaak Harman)
- 1915 — Великие искания (англ. The Research Magnificent)
- 1915 — Билби (англ. Bealby)
- 1916 — Мистер Бритлинг пьет чашу до дна/Мистеръ Бритлинг и война (англ. Mr. Britling Sees It Through)
- 1917 — Бог — невидимый король (англ. God — the invisible King)
- 1917 — Душа епископа (англ. The Soul of a Bishop)
- 1918 — Джоан и Питер (англ. Joan and Peter)
- 1919 — Неумирающий огонь (англ. The Undying Fire)
- 1922 — Тайники сердца (англ. The Secret Places of the Heart)
- 1924 — Сон (англ. The Dream)
- 1925 — Отец Кристины-Альберты (англ. Christina Alberta's Father/Sargon King of Kings)
- 1926 — Мир Уильяма Клиссолда (англ. The World of William Clissold)
- 1927 — В ожидании (англ. Meanwhile)
- 1928 — Открытый заговор[англ.] (англ. The Open Conspiracy)
- 1932 — Бэлпингтон Блэпский (англ. The Bulpington of Blup)
- 1937 — Брунгильда (англ. Brynhild)
- 1939 — Кстати, о Долорес (англ. Apropos of Dolores)
- 1939 — Божье наказание (англ. The Holy Terror)
- 1941 — Необходима осторожность (англ. You Can't Be Too Careful)

### Рассказы и повести
- 1887 — Рассказ о XX веке (англ. A Tale of the Twentieth Century)
- 1888 — Аргонавты времени (англ. The Chronic Argonauts)
- 1894 — Остров Эпиорниса (англ. Æpyornis Island)
- 1894 — Бог Динамо (англ. The Lord of the Dynamos) — рассказ об обожествлении динамо-машины.
- 1894 — Человек, который делал алмазы (англ. The Diamond Maker)
- 1894 — Цветение необыкновенной орхидеи (англ. The Flowering of the Strange Orchid)
- 1894 — Ограбление в Хэммерпонд-парке (англ. The Hammerpond Park Burglary)
- 1894 — В обсерватории Аву (англ. In the Avu Observatory)
- 1894 — Свод проклятий (англ. The Book of Curses)
- 1895 — Замечательный случай с глазами Дэвидсона (англ. The Remarkable Case of Davidson's Eyes)
- 1896 — Потерянное наследство (англ. The Lost Inheritance)
- 1896 — В бездне (англ. In the abyss)
- 1898 — Джимми — пучеглазый бог (англ. Jimmy Goggles the God)
- 1899 — Видение страшного суда (англ. A Vision of Judgment)
- 1906 — Дверь в стене (англ. The Door in the Wall)

### Философские произведения
- 1896 — История покойного мистера Элвешема (англ. The Story of the Late Mr Elvesham)
- 1897 — Мораль и цивилизация (англ. Morals and Civilisation)
- 1905 — Современная Утопия (англ. A Modern Utopia)
- 1908 — Новый мир для старого (англ. New Worlds for old)
- 1908 — Первое и последнее (англ. First and Last Things)
- 1914 — Англичанин смотрит на мир (англ. An Englishman Looks at the World)
- 1914 — Война, которая покончит с войнами (англ. The War That Will End War)
- 1922 — Вашингтон и надежда мира (англ. Washington and the Hope of Peace)
- 1928 — Открытый Заговор (англ. The Open Conspiracy)
- 1931 — Что мы творим со своими жизнями? (англ. What Are We to Do With Our Lives?)
- 1932 — Труд, богатство и счастье рода человеческого (англ. The Work, Wealth, and Happiness of Mankind)
- 1932 — После демократии (англ. After Democracy)
- 1936 — Анатомия разочарования (англ. The Anatomy of Frustration)
- 1938 — Мировой мозг (англ. World Brain)
- 1939 — Судьба Человека (англ. The Fate of Homo Sapiens)
- 1939 — Новый мировой порядок[англ.] (англ. The New World Order)
- 1942 — Покорение времени (англ. The Conquest of Time)
- 1942 — Перспективы для Homo Sapiens (англ. The Outlook for Homo Sapiens)
- 1942 — Новые права человека (англ. The New Rights of Man)
- 1945 — Разум на краю своей натянутой узды (англ. Mind at the End of Its Tether)

### Произведения для детей и научно-популярные
- 1897 — Это было в каменном веке (англ. A Story of the Stone Age)
- 1911 — Напольные игры (англ. Floor Games)
- 1913 — Маленькие войны (англ. Little Wars)
- 1920 — Очерки истории[англ.] (англ. The Outline of History)
- 1922 — Краткая история мира[англ.] (англ. )
- 1925 — Краткая история человечества (англ. A Short History of Mankind)
- 1930 — Наука жизни[англ.] (англ. The Science of Life)

### Автобиографические произведения
- 1920 — Россия во мгле (англ. Russia in the Shadows)
- 1934 — Опыт автобиографии (англ. An Experiment in Autobiography).
- 1944 — Современные мемуары (англ. '42 to '44: A Contemporary Memoir)
- 1984 — Постскриптум к Опыту автобиографии (англ. ?)

### Киносценарии
- 1929 — Король по праву (англ. The King Who Was A King)
- 1935 — Облик грядущего (англ. The Shape of Things to Come)
- 1936 — Чудотворец/Человек, который мог творить чудеса (англ. The Man Who Could Work Miracles)
- 1936 — Новый Фауст (англ. The New Faust)